# MÁV Ikarus 260
A MÁV Ikarus 260 egy, az Ikarus Karosszéria- és Járműgyár és a Magyar Államvasutak kooperációjában készült sínautóbusz-prototípus volt.

## Története

### Előzmények
A MÁV-nak sok mellékvonalat kellett ellátnia, és a nagyobb forgalmú mellékvonalak lefoglalták a Bzmot motorvonatok nagy részét. Ezen okból felvetették egy olcsó, könnyűszerkezetű mellékvonali jármű beszerzését. Így merült fel, hogy kísérleti jelleggel átalakítanak egy Ikarus 260 típusú autóbuszt.

### Kivitelezés
A MÁV megrendelte a kísérleti járművet az Ikarustól. A választás azért esett az Ikarus 260-ra, mert kis fogyasztás, könnyű szerkezet és mellékvonalra megfelelő sebesség jellemezte, továbbá az átalakítást könnyen el lehetett végezni, és maga a busz viszonylag olcsó volt. A busz egy Székesfehérvárott legyártott, szovjet exportból visszamaradt jármű volt, az átalakításra pedig a Székesfehérvárhoz közeli Pusztaszabolcson került sor, majd a 44-es számú Pusztaszabolcs–Székesfehérvár-vasútvonalon tesztelték a járművet.
A buszon nagy átalakításra nem volt szükség: a kerekeket normál profilos vasúti kerekekre cserélték, a féket átalakították, hogy tuskós rendszerrel működhessen, a kormányzást pedig kiiktatták. A busz utastere és a karosszéria is eredeti maradt. A busz alsó lépcsőjének magassága pont alkalmas volt a vasúti peronról való felszállásra, így azt sem volt szükséges átalakítani. Mivel a buszt valóban csak prototípusnak szánták, így vasúti kürtöket nem helyeztek el rajta, nem szereltek rá ütközőket és a mozdonyokhoz/kocsikhoz való kapcsolódást sem oldották meg.

### Kísérletek, eredmények
A próbautakra tehát a Pusztaszabolcs–Székesfehérvár-vasútvonalon került sor. A sínautóbusz fordítását a székesfehérvári pályaudvaron és Pusztaszabolcson is fordítókoronggal oldották meg (a pusztaszabolcsi fordítókorongot a fűtőházzal azóta már fölszámolták).
A kísérlet sikertelenül zárult, a sínautóbusz nem kanyarodott megfelelően a két merev tengely közötti nagy távolság miatt, és a fékezéssel is gondok voltak, ugyanis túl könnyű volt a szerkezete, ezért nem volt megfelelő nagyságú a súrlódás. Több tesztet is végeztek, de végül felhagytak a kísérletezéssel, és visszaalakították közúti autóbusszá a különös járművet.

### A kísérletek után
A sikertelen próbák után visszaalakított buszt (mely nagyjából az Ikarus 260.50-nek megfelelő kivitelű lett) eladták a Tisza Volánnak, amely Szentesen alkalmazta. Később a DAKK Dél-alföldi Közlekedési Központ állományában Szegedre került, ahol jelenleg a 90-es vonalon közlekedik. A szovjet exportra szánt autóbuszokra jellemző harmonikaajtókat közúti busszá való visszaalakítása után nem sokkal bolygóajtókra cserélték ki.

## Galéria

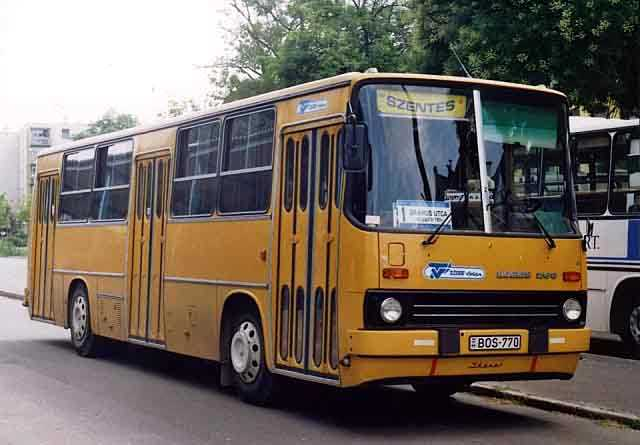
Szentesen
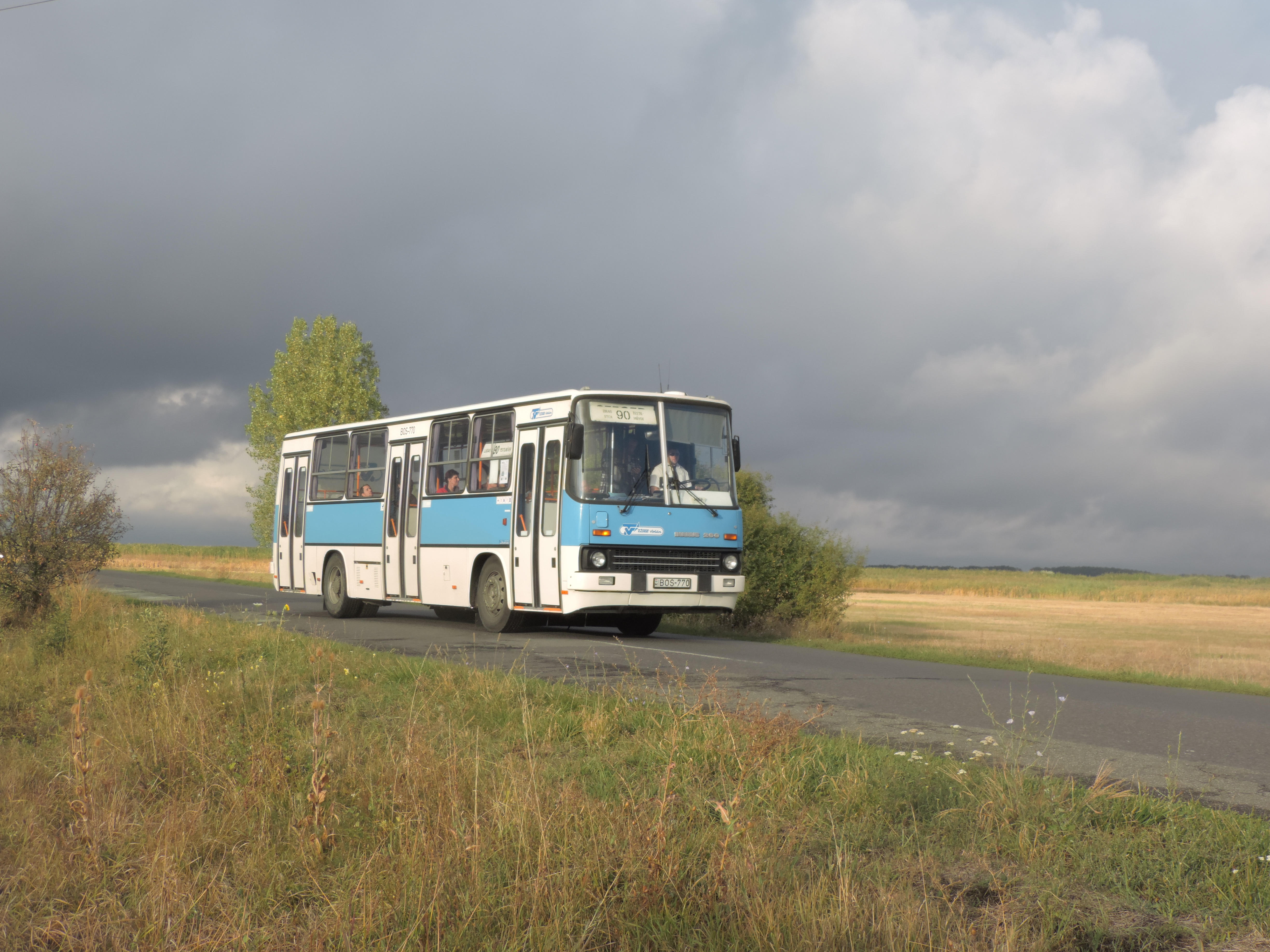
Szegeden